# The Great Divide (album Scotta Stappa)
The Great Divide – pierwszy solowy album wokalisty Creed, Scotta Stappa wydany 22 listopada 2005 roku. W grudniu 2007 roku uzyskał status platyny.
Album promowały single "The Great Divide", "Justify", "Surround Me" oraz teledyski do utworów "The Great Divide" (reż. Paul Fedor) i "You Will Soar".

## Lista utworów
1. "Reach Out" – 4:27
2. "Fight Song" – 4:05
3. "Hard Way" – 3:42
4. "Justify" – 5:23
5. "Let Me Go" – 4:14
6. "Surround Me" – 4:35
7. "The Great Divide" – 4:01
8. "Sublime" – 4:13
9. "You Will Soar" – 3:39
10. "Broken" – 4:17

## Twórcy
- Scott Stapp - śpiew, produkcja
- Aristides Rincon - gitara
- John Curry - gitara
- Mitch Burman - gitara basowa
- Mark Archer - perkusja
- John Kurzweg, Ron Saint Germain - produkcja

## Pozycje na listach
Albumy – Billboard
| Rok  | Lista             | Pozycja |
| ---- | ----------------- | ------- |
| 2005 | The Billboard 200 | 19      |

Single – Billboard Music Charts
| Rok  | Singel           | Lista                  | Pozycja |
| ---- | ---------------- | ---------------------- | ------- |
| 2005 | The Great Divide | Mainstream Rock Tracks | 20      |